# Vita Anselmi
La Vita Anselmi (in italiano Vita di Anselmo) è una biografia realizzata nel 1163 da Giovanni di Salisbury a sostegno della richiesta di canonizzazione di Anselmo d'Aosta inoltrata da Thomas Becket a papa Alessandro III.

## L'opera
La Vita Anselmi è una biografia di Anselmo d’Aosta, commissionata nel 1163 da Thomas Becket a Giovanni di Salisbury nel momento in cui stava cercando di ottenere da papa Alessandro III la canonizzazione dello stesso Anselmo appena prima del suo esilio. L’opera si apre con il riferimento a due volumi che egli avrebbe consultato e che gli sarebbero serviti per raccogliere materiale per la composizione di questa vita, identificabili con l'Historia Novorum in Anglia e la Vita Sancti Anselmi composte da Eadmero, discepolo di Anselmo di Aosta a lui vicino negli ultimi anni della sua vita. L’occasione per la composizione di quest’opera è appunto la richiesta di canonizzazione portata avanti da Thomas Becket, il quale aveva in mente una compilazione che unisse le due vite precedenti mostrando la grandezza di Anselmo. Effettivamente la vita è piuttosto breve e ha l’aspetto di una compilazione, ma un confronto tra le opere mostra come in realtà Giovanni vada oltre il dichiarato riassunto della vita, trattando Anselmo con immagini che risultano peculiari e molto efficaci, ponendolo ad esempio nella stessa linea degli apostoli e degli altri grandi personaggi della chiesa come Martino di Tours, di cui può ripetere i miracoli. Inoltre, in chiusura della sua opera l’autore fa un riferimento esplicito a colui che gli aveva commissionato l’opera, ossia Becket, ponendolo come successore morale dello stesso Anselmo in contrapposizione con quella che lui chiama la “stirpe dei tiranni”, ossia i sovrani d'Inghilterra che, di lì a poco, avrebbero esiliato Becket e insieme lui stesso.

## La tradizione manoscritta dell'opera
Un solo manoscritto è sopravvissuto della Vita, il manoscritto 159 conservato alla Lambeth Palace Library di Londra nei fogli 117-155, dove è affiancata a quella di Eadmero, ed è sempre stato tramandato in ambiente benedettino.

## Edizioni
- Giovanni di Salisbury, Anselmo e Becket, due vite, ed. Inos Biffi, Milano 1990, pp. 22–120 e pp. 151–212.
- Eadmero e Giovanni di Salisbury, Vite di Anselmo d'Aosta, Milano, Jaca Book 2009.
- Anselm and Becket. Two Canterbury Saints’ Lives, by John of Salisbury, trans. R. E. Pepin, Toronto 2009, pp. 17–71 e pp. 78–95.